# Skålavegen

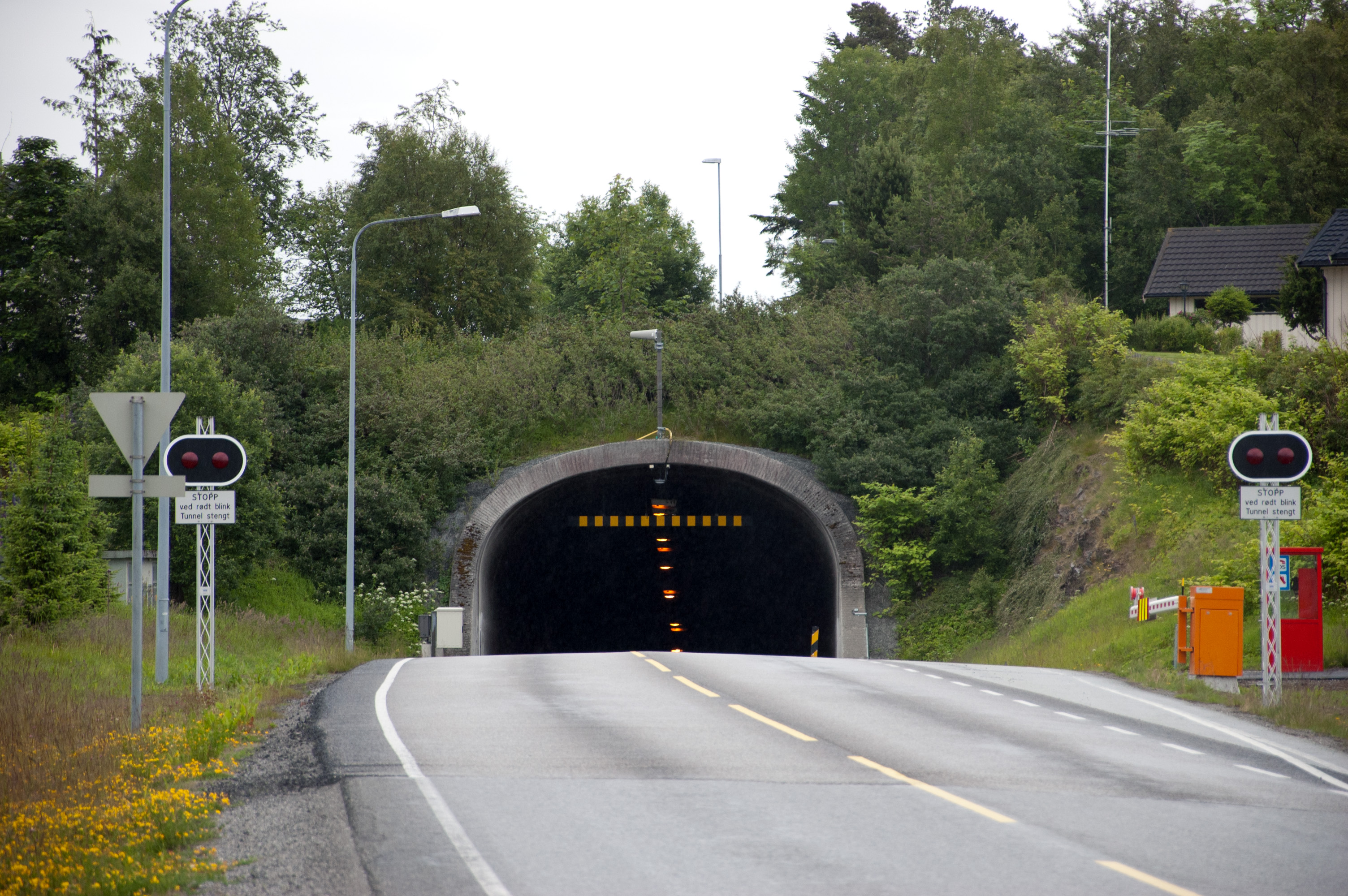
Le tunnel du Fannefjord passe sous le Fannefjorden, il est une partie de la Skålaveien.

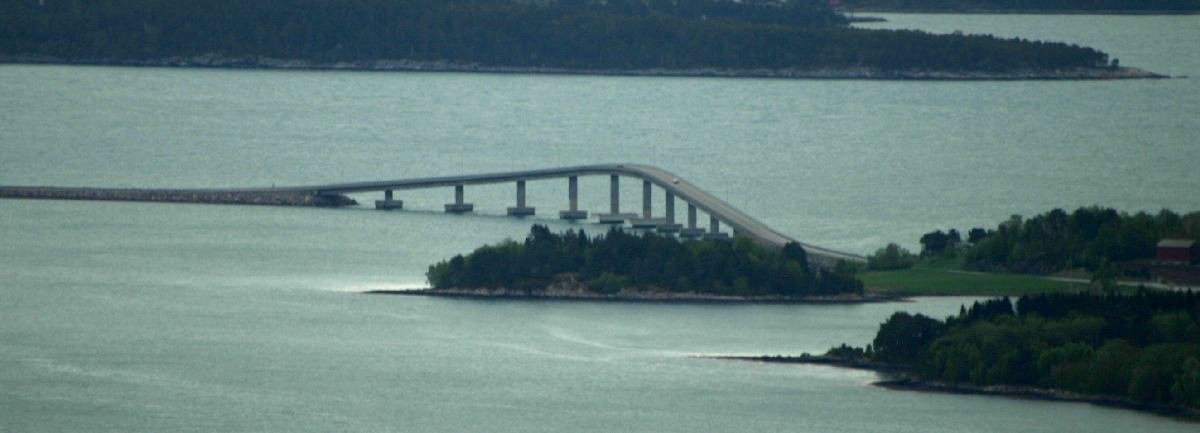
Bolsøybrua est une partie de la Skålaveien.

Skålavegen est une partie de la route nationale 64 située dans la commune de Molde dans le Møre og Romsdal. La route fut mise en service le 24 mai 1991 et s'étend à partir de l'intersection avec la E 39 à Lergrovik (un quartier de Molde), passe par le tunnel (appelé Fannefjordtunelen) de 2 743 mètres de long sous le Fannefjord, dessert l'île de Bolsøya puis emprunte le pont Bolsøybrua de 555 mètres de long avant de retrouver l'ancienne route au hameau de Røvik dans la péninsule de Skålahalvøya. 
La Skålaveien a été construite afin de désenclaver l'île de Bolsøya et de rendre plus rapide la liaison entre la péninsule de Skålahalvøya et Molde. Le but était également de remplacer la liaison par ferry.  
La route était à péage. Le temps de remboursement des investissements était estimé à 20 ans, mais après seulement 14 années de péage, l'investissement de départ était remboursé, si bien que le 15 juillet 2005, la route est devenue gratuite avec six ans d'avance.